# Resolució 571 del Consell de Seguretat de les Nacions Unides
La Resolució 571 del Consell de Seguretat de les Nacions Unides, aprovada per unanimitat el 20 de setembre de 1985 després d'escoltar la representació de la República Popular d'Angola, el Consell va recordar les resolucions 387 (1976), 428 (1978), 447 (1979), 454 (1979), 475 (1980), 545 (1983), 546 (1984) i 567 (1985) i expressà la seva preocupació pels continus atacs de Sud-àfrica a través de l'ocupada Àfrica del Sud-Oest.
El Consell va exigir Sud-àfrica respectar la integritat territorial d'Angola, prenent nota que Angola té dret a la legítima defensa i a la compensació dels atacs. També fa una crida a Sud-àfrica perquè cessi l'ocupació del sud d'Angola i retiri les seves tropes. La resolució també condemna Sud-àfrica per usar el territori de Namíbia com a base dels atacs i insta els estats membres a implementar l'embargament d'armes contra Sud-àfrica imposat en la Resolució 418 (1977).
Finalment, la Resolució 571 va designar una comissió per visitar Angola per tal d'investigar les circumstàncies i l'impacte de l'atac sud-africà, informant abans del 15 de novembre de 1985 i, mentrestant va instar els Estats membres a pressionar al Govern de Sud-àfrica a complir les resolucions anteriors.